# Ungarische Badminton-Mannschaftsmeisterschaft 2004
Die Ungarische Badminton-Mannschaftsmeisterschaft 2004 war die 36. Auflage des Teamwettstreits in Ungarn. Es wurde ein Wettbewerb für gemischte Mannschaften ausgetragen. Meister wurde das Team von Debreceni TC-DSI.

## Endstand
| Platz | Mannschaft |
| ----- | --- |
| 1.    | Debreceni TC-DSI (Levente Csiszér, Ákos Károlyi, Attila Kaposi, Henrik Tóth, Richárd Bánhidi, Péter Kapitány, Viktor Cséti, Ákos Varga, Balázs Boros, Csilla Fórián, Zsuzsa Kovács, Zsuzsa Czifra, Zsófia Kovács, Orsolya Varga, Kinga Karácsony, Zsanett Hegedűs, Renáta Hüse) |
| 2.    | Rosco SE |
| 3.    | Sportiskola SE |
| 4.    | BEAC |